# هنري ألفرد تود
هنري ألفرد تود (بالإنجليزية: Henry Alfred Todd)‏ هو لغوي أمريكي، ولد في 13 مارس 1854 في وودستوك في الولايات المتحدة، وتوفي في 3 يناير 1925 في نيويورك في الولايات المتحدة.